# Palasari Girang
Palasari Girang is een bestuurslaag in het regentschap Sukabumi van de provincie West-Java, Indonesië. Palasari Girang telt 6724 inwoners (volkstelling 2010).